# Championnat d'Uruguay de football 1962
Navigation
Édition précédente Édition suivante
La 60e édition du championnat d'Uruguay de football est remportée par le Club Atlético Peñarol. C’est le vingt-septième titre de champion du club, le cinquième consécutif. Le Peñarol l’emporte avec six points d’avance sur le Club Nacional de Football. Centro Atlético Fénix complète le podium après avoir frôlé la relégation la saison précédente.
Un nouveau système de promotion/relégation mis en place en 1961 reste en vigueur : Les deux derniers du championnat s’affrontent pour déterminer l’équipe qui descendra en championnat Intermedia, la deuxième division uruguayenne. Central Español Fútbol Club, battu par le Danubio Fútbol Club est relégué en deuxième division et est remplacé par Montevideo Wanderers Fútbol Club.
Tous les clubs participant au championnat sont basés dans l’agglomération de Montevideo.
Alberto Spencer (Peñarol) termine avec 16 buts en 18 matchs meilleur buteur du championnat. 

## Les clubs de l'édition 1962
| \| Montevideo: · Club Atlético Cerro · Danubio Fútbol Club · Defensor · Centro Atlético Fénix · Nacional · Peñarol · Liverpool · Club Atlético Progreso · Rampla Juniors · Racing Club · Central Montevideo \| Localisation des clubs engagés dans le championnat. |
| Montevideo: · Club Atlético Cerro · Danubio Fútbol Club · Defensor · Centro Atlético Fénix · Nacional · Peñarol · Liverpool · Club Atlético Progreso · Rampla Juniors · Racing Club · Central Montevideo                                                           |

| Club                        | Stade                       | Capacité | Ville      |
| --------------------------- | --------------------------- | -------- | ---------- |
| Club Atlético Cerro         | Estadio Luis Tróccoli       | -        | Montevideo |
| Central Español Fútbol Club | -                           | -        | Montevideo |
| Danubio Fútbol Club         | Jardines Del Hipódromo      | -        | Montevideo |
| Defensor Sporting Club      | Estadio Luis Franzini       | -        | Montevideo |
| Centro Atlético Fénix       | Estadio Parque Capurro      | -        | Montevideo |
| Liverpool Fútbol Club       | Estadio Belvedere           | -        | Montevideo |
| Club Nacional de Football   | Estadio Gran Parque Central | -        | Montevideo |
| Club Atlético Peñarol       | Estadio Centenario          | -        | Montevideo |
| Racing Club de Montevideo   | Parque Osvaldo Roberto      | -        | Montevideo |
| Rampla Juniors Fútbol Club  | Estadio Olímpico            | -        | Montevideo |

## Compétition

### Classement
Le classement est établi sur le barème de points suivant : victoire à 2 points, match nul à 1, défaite à 0.
| Rang | Équipe                        | Pts | J  | G  | N | P  | Bp | Bc | Diff |
| ---- | ----------------------------- | --- | -- | -- | - | -- | -- | -- | ---- |
| 1    | 'Club Atlético Peñarol T'     | 33  | 18 | 16 | 1 | 1  | 54 | 9  | +45  |
| 2    | Club Nacional de Football     | 27  | 18 | 12 | 3 | 3  | 43 | 24 | +19  |
| 3    | Centro Atlético Fénix         | 18  | 18 | 8  | 2 | 8  | 25 | 36 | -11  |
| 4    | Defensor Sporting Club        | 17  | 18 | 5  | 7 | 6  | 28 | 23 | +5   |
| 5    | Racing Club de Montevideo     | 17  | 18 | 4  | 9 | 5  | 30 | 33 | -3   |
| 6    | Club Atlético Cerro           | 17  | 18 | 6  | 5 | 7  | 25 | 29 | -4   |
| 7    | Rampla Juniors Fútbol Club    | 15  | 18 | 6  | 3 | 9  | 24 | 33 | -9   |
| 8    | Liverpool Fútbol Club         | 15  | 18 | 5  | 5 | 8  | 24 | 37 | -13  |
| 9    | Central Español Fútbol Club P | 11  | 18 | 4  | 3 | 11 | 19 | 31 | -12  |
| 10   | Danubio Fútbol Club           | 10  | 18 | 4  | 2 | 12 | 17 | 34 | -17  |

| Légende : Qualifications et relégations | Légende : Qualifications et relégations                            |
| --------------------------------------- | ------------------------------------------------------------------ |
|                                         | Champion d'Uruguay et qualification pour la Copa Libertadores 1963 |
|                                         | Vive-champion                                                      |
|                                         | Barrage de relégation                                              |
|                                         | Relégué en deuxième division                                       |
|                                         | T : Tenant du titre P : Promus                                     |

## Bilan de la saison
| Championnat d'Uruguay de football 1962 |                                   |
| Champion                               | Club Atlético Peñarol (27e titre) |
| Qualifications continentales           |                                   |
| Copa Libertadores 1963                 | Club Atlético Peñarol             |
| Promotions et relégations              |                                   |
| Promus en Primera División             | Montevideo Wanderers              |
| Relégués en Intermedia                 | Central Español Fútbol Club       |

## Statistiques

### Meilleur buteur
- Alberto Spencer  (Peñarol) 16 buts.